# Mammillaria luethyi
Mammillaria luethyi là một loài thực vật có hoa trong họ Cactaceae. Loài này được G.S. Hinton mô tả khoa học đầu tiên năm 1996.

## Hình ảnh

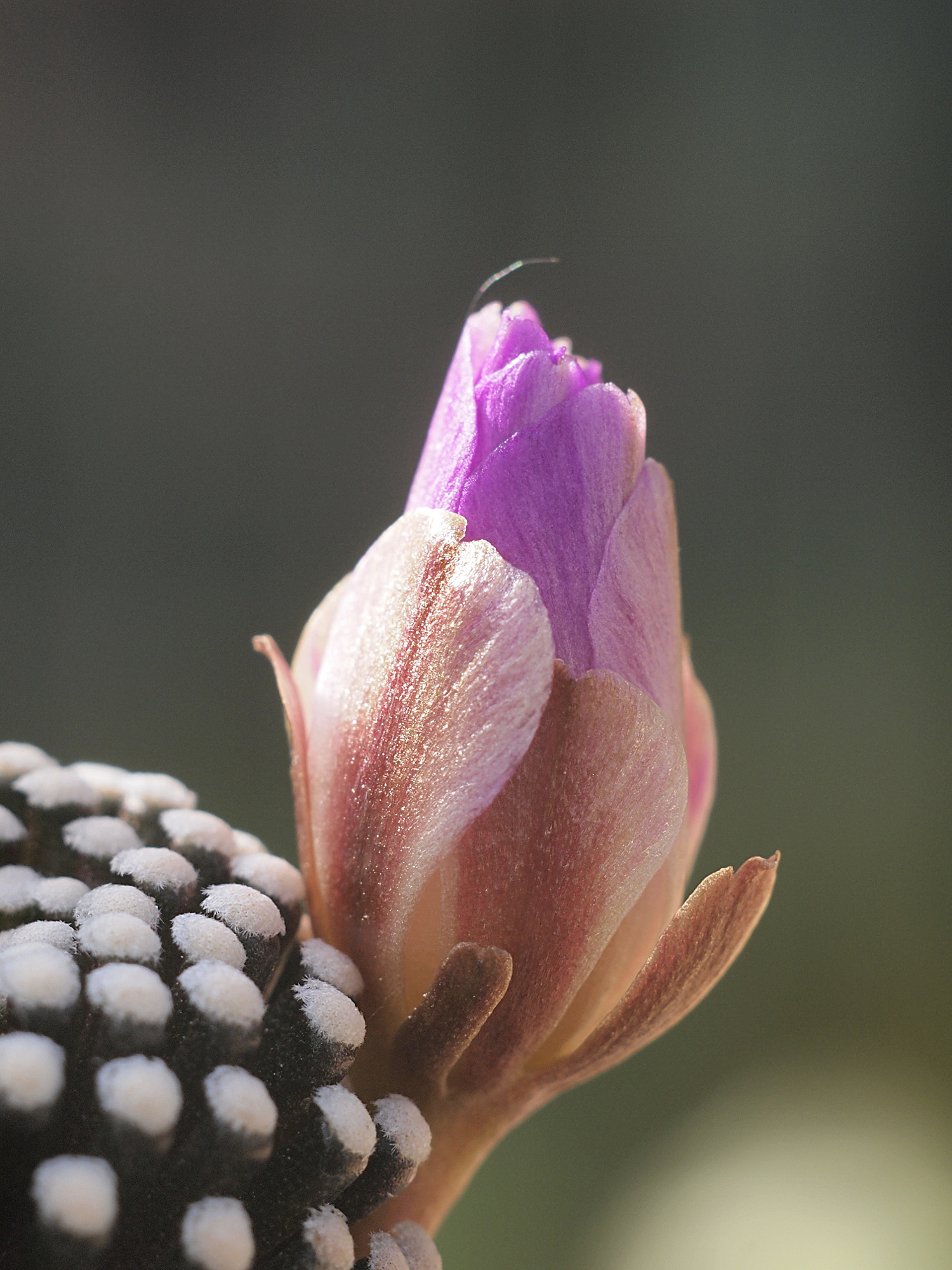
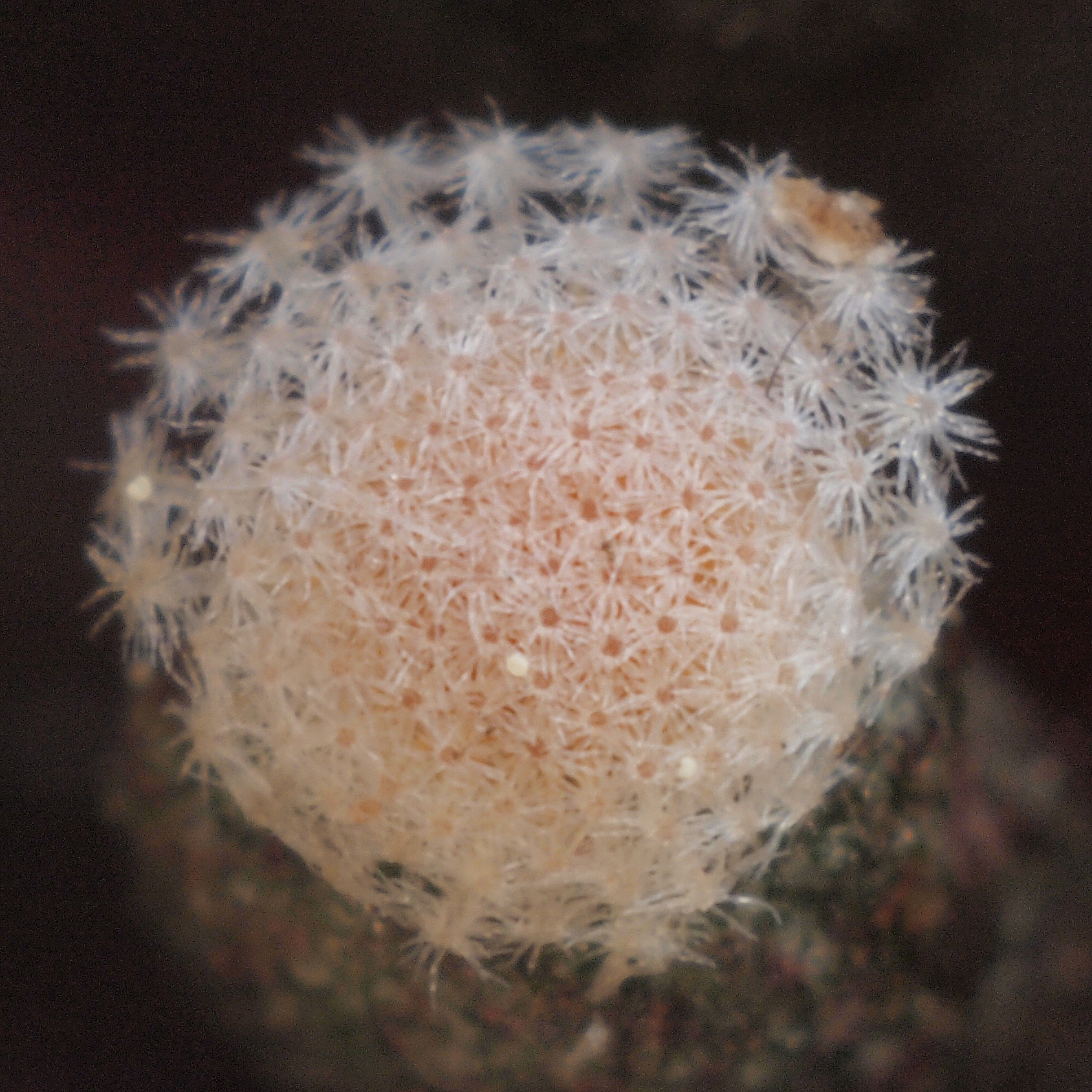
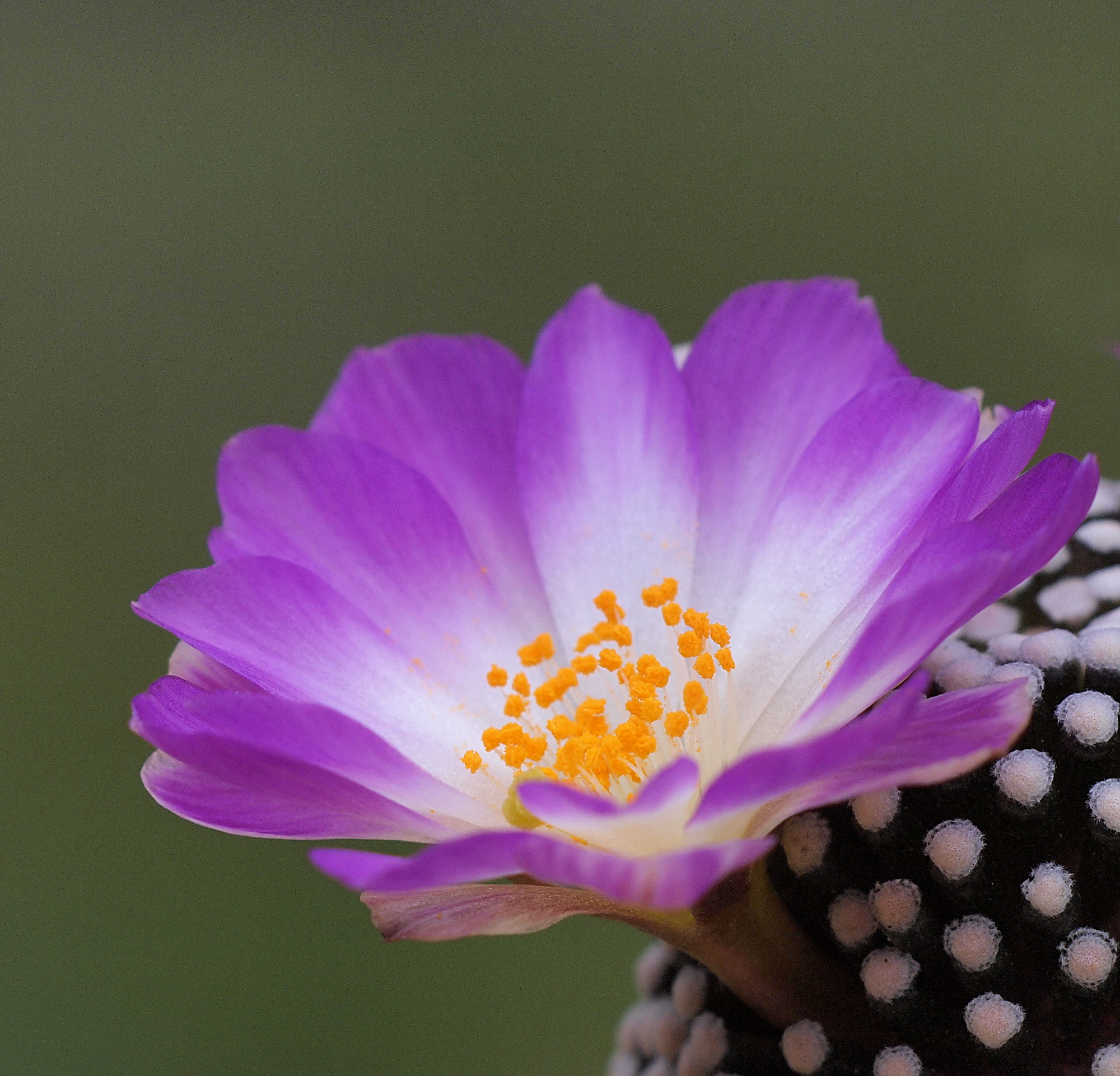
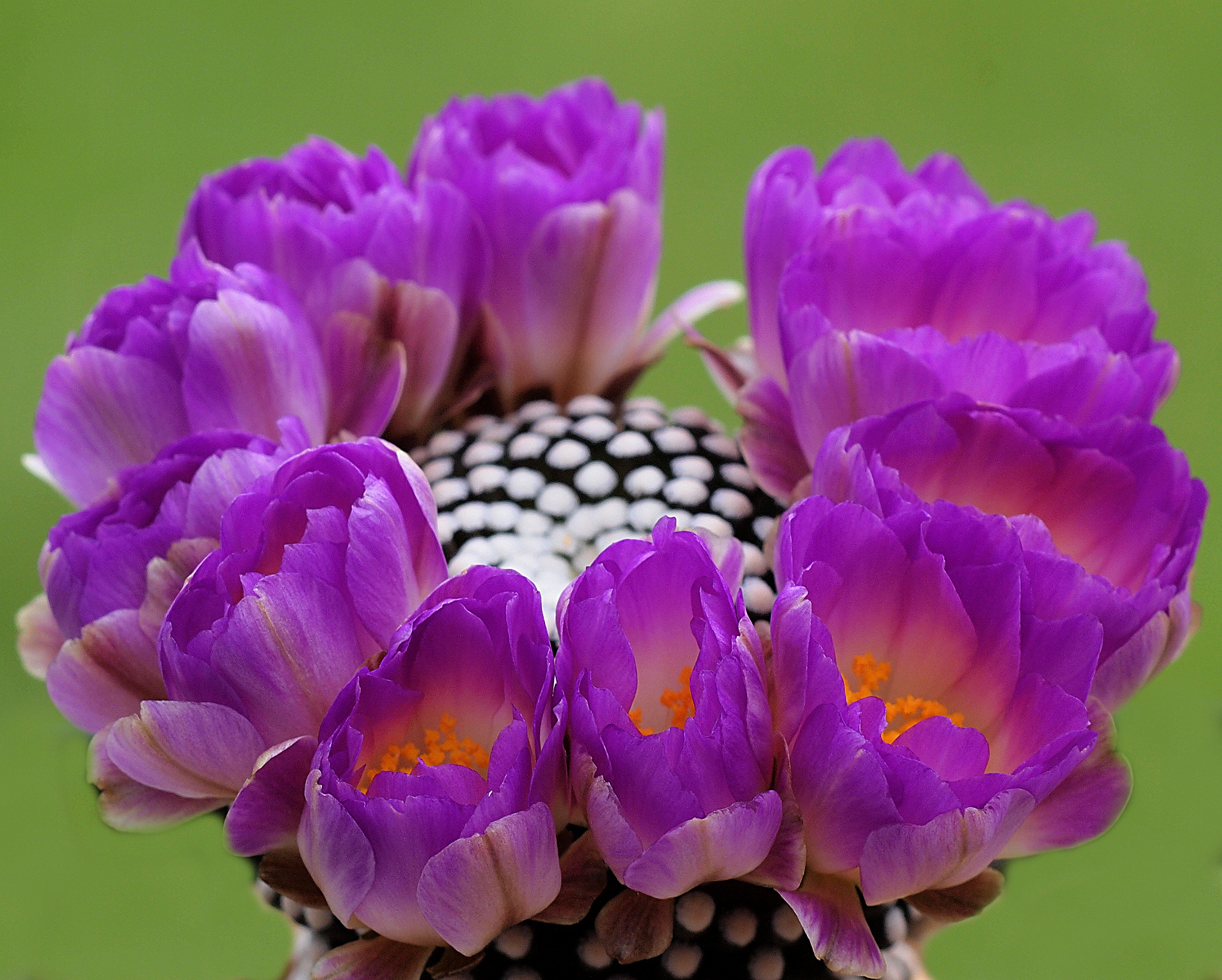